# Komlenac
Komlenac (en serbe cyrillique : Комленац) est un village de Bosnie-Herzégovine. Il est situé dans la municipalité de Kozarska Dubica et dans la république serbe de Bosnie. Selon les premiers résultats du recensement bosnien de 2013, il compte 207 habitants.

## Démographie

### Évolution historique de la population dans la localité
| 1948 | 1953 | 1961 | 1971 | 1981 | 1991 | 2013 |
| ---- | ---- | ---- | ---- | ---- | ---- | ---- |
| 236  | 230  | 269  | 273  | 267  | 272, | 207  |

|  |

### Communauté locale
En 1991, la communauté locale de Komlenac comptait 814 habitants, répartis de la manière suivante :